# Quissico
Quissico o Zavala és un municipi de Moçambic, situat a la província de Inhambane. En 2007 comptava amb una població de 10.391 habitants. És la capital del districte de Zavala i la majoria de la població són chopis.

## Personatges il·lustres
- Cardenal Alexandre José Maria dos Santos (* 1924), arquebisbe de Maputo 1975–2003.
- José António de Melo Pinto Ribeiro (* 1946), polític portuguès